# Tate Smith
Tate Smith, född den 18 november 1981 i Sydney, Australien, är en australisk kanotist.
Han tog OS-guld i K4 1000 meter i samband med de olympiska kanottävlingarna 2012 i London.